# Makijczukowe
Makijczukowe (ukr. Макійчукове) – przystanek kolejowy w miejscowości Pyłypowyczi, w rejonie buczańskim, w obwodzie kijowskim, na Ukrainie. Położony jest na linii Kijów – Korosteń – Kowel.